# Ischnauchen
Ischnauchen is een kevergeslacht uit de familie van de boktorren (Cerambycidae). De wetenschappelijke naam van het geslacht werd voor het eerst geldig gepubliceerd in 1993 door Scambler.

## Soorten
Ischnauchen is monotypisch en omvat slechts de volgende soort:
- Ischnauchen costatus (McKeown, 1938)